# El rei pescador
El rei pescador (títol original en anglès: The Fisher King) és un pel·lícula estatunidenca de Terry Gilliam estrenada el 1991. Ha estat doblada al català.

## Argument
El rei pescador  és la història d'una doble redempció: la d'un utòpic i la d'un arribista que ha de guanyar la seva humanitat. La cerca del Graal ofereix sobretot la guarició dels cors.
Jack Lucas, un cèlebre animador i presentador de ràdio, arrogant, cínic i egoista, rep un dia la trucada d'un oient mentalment inestable. Com a conseqüència de la resposta de Lucas, l'home se'n va a un restaurant i mata set persones abans de suïcidar-se. Aquest accident deixa un regust amarg en Jack, que és rosegat pel remordiment sense adonar-se'n del tot, i s'enfonsa en la depressió.
Un vespre que s'arrossega per carrers poc segurs, és escomès per uns malfactors que l'ataquen. És salvat in-extremis per Parry, un exprofessor d'història que s'ha enfonsat en la bogeria després de la mort tràgica i violenta de la seva dona, morta pel famós oient. Aquest vagabund, encaterinat de Lydia, una noia tímida i maldestra que viu en el seu món imaginari, s'ha jurat trobar el Graal.
Per fer-se perdonar, Jack segueix Parry i intenta ajudar-lo.

## Repartiment
- Jeff Bridges com a Jack Lucas
- Robin Williams com a Parry
- Mercedes Ruehl com a Anne
- Amanda Plummer com a Lydia Sinclair
- Michael Jeter com un cantant de cabaret sense sostre
- David Hyde Pierce com a Lou Rosen
- Lara Harris com a Sondra
- Harry Shearer com a Ben Starr
- Kathy Najimy com un client atabalat
- John de Lancie com un executiu de la televisió
- Tom Waits com un veterà de guerra mutilat
- Melinda Culea com la típica esposa d'una sitcom

## Premis i nominacions[calcitació]

### Premis
- 1991. Lleó d'Argent per Terry Gilliam
- 1992. Oscar a la millor actriu secundària per Mercedes Ruehl
- 1992. Globus d'Or al millor actor musical o còmic per Robin Williams
- 1992. Globus d'Or a la millor actriu secundària per Mercedes Ruehl

### Nominacions
- 1991. Lleó d'Or
- 1992. Oscar al millor actor per Robin Williams
- 1992. Oscar al millor guió original per Richard LaGravenese
- 1992. Oscar a la millor direcció artística per Mel Bourne i Cindy Carr
- 1992. Oscar a la millor banda sonora per George Fenton
- 1992. Globus d'Or a la millor pel·lícula musical o còmica
- 1992. Globus d'Or al millor director per Terry Gilliam
- 1992. Globus d'Or al millor actor musical o còmic per Jeff Bridges
- 1992. BAFTA a la millor actriu secundària per Amanda Plummer
- 1992. BAFTA al millor guió original per Richard LaGravenese